# Крупский, Адам
Адам Крупский (пол. Adam Krupski, бел. Адам Крупскі; *7 июля 1706 г. в Вильно — † 8 марта 1748 г., Новогрудок) — профессор философии, иезуит, священник Католической Церкви в Великом княжестве Литовском провинции Речи Посполитой. Эксперт права в законодательстве Великого Княжества Литовского, автор школьного диалога. Сохранились его рукописные лекции по философии. В своей преподавательской деятельности придерживался идей Просвещения.

## Биография
- 14 июля 1723 г. — вступил в Орден Иезуитов в г. Вильно[1].
- В 1736—1737 гг. — профессор риторики в Полоцком иезуитском коллегиуме.
- В 1737—1738 гг. — префект Школы в г. Илуксте (Латвия).
- В 1739—1740 гг. — профессор философии в Иезуитском коллегиуме г. Минска.
- В 1740—1742 гг. — профессор философии в Иезуитском коллегиуме[лит.] местечка Крожы (Литва).
- В 1742—1746 гг. — прокуратор провинции Ордена Иезуитов (Общество Иисуса).
- В 1746—1748 гг. — профессор философии в иезуитском коллегиуме г. Новогрудок.